# Festivali i Këngës 11
Festivali i Këngës 11 var den 11 upplagan av musiktävlingen Festivali i Këngës och ägde rum mellan den 22 och 25 december 1972 i Opera- och baletteatern i Tirana, Albanien. Tävlingen anordnades av Radio Televizioni Shqiptar (RTSH).
Albaniens diktator, Enver Hoxha, upplevde att organisatörerna av tävlingen var "allmänhetens fiender", ett namn som gavs alla de som ansågs vara en fara för landet. Många av dem mördades och anklagades för att äventyra landets mentalitet genom att införa en omoralisk aspekt i showen, och för att konspirera mot regeringen genom att påverka Albaniens unga. Dessa påståenden och anklagelser användes i kommande tävlingar som en markering mot framtida organisatörer. Skifter Këlliçi skrev senare en bok om tävlingen som heter Festivali i njëmbëdhjetë (den elfte festivalen).

## Deltagare
- Tonin Tërshana – "Kur vjen pranvera" (vinnare)
- Lindita Theodhori – "Udhët janë të bukura" (tvåa)
- Ema Qazimi – "Kush më njeh mua" (trea)
- Lefter Agora
- Justina Aliaj – "Në ekranin e televizorit"
- Bashkim Alibali – "Nata e fundit e studentëve"
- Iliriana Çarçani – "Sytë e një vajzë"
- Petrit Dobjani – "Këngë për anijen Tirana"
- Valentina Gjoni – "Stina më e bukur"
- Liljana Kondakçi – "Mozaik tingujsh, mozaik ngjyrash"
- Sherif Merdani – "Rruga e Dibrës"
- Dorian Nini – "Erdh' një djalë në fshatin tim"
- Shkëlqim Pashollari – "Dhoma 23"
- Suzana Qatipi – "Vajzat dhe kompozitori"
- Françesk Radi – "Kur degjojme zera nga bota"
- Zija Saraçi – "Sonte u takoj të gjithëve"
- Ilmi Sino
- Vaçe Zela – "Natën vonë"